# ツ11 (エンジン)

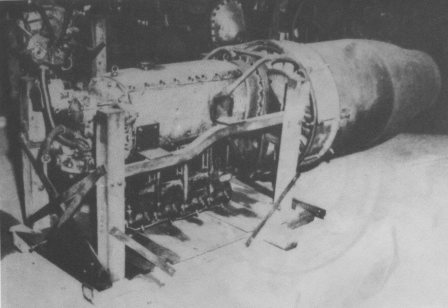
日立航空機千葉工場で製作されたツ11。

ツ11とは、1945年に、第二次世界大戦末期の日本で生産されたモータージェットエンジンである。特攻兵器の桜花二二型に搭載することを主目的として開発が行われていた。推力220 kg。

## 開発

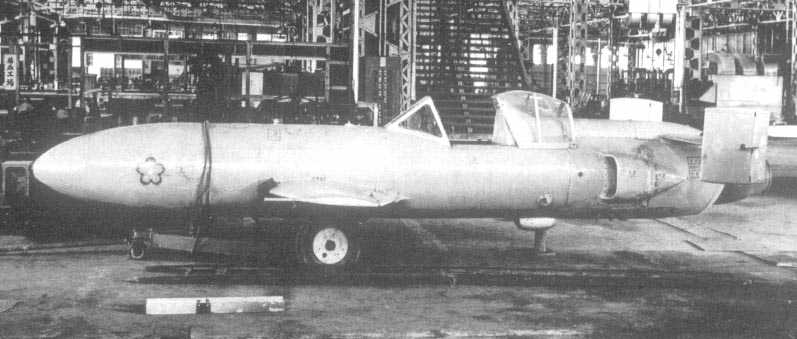
桜花二二型。機体後部にツ11用の空気取入れ口が設けられている。

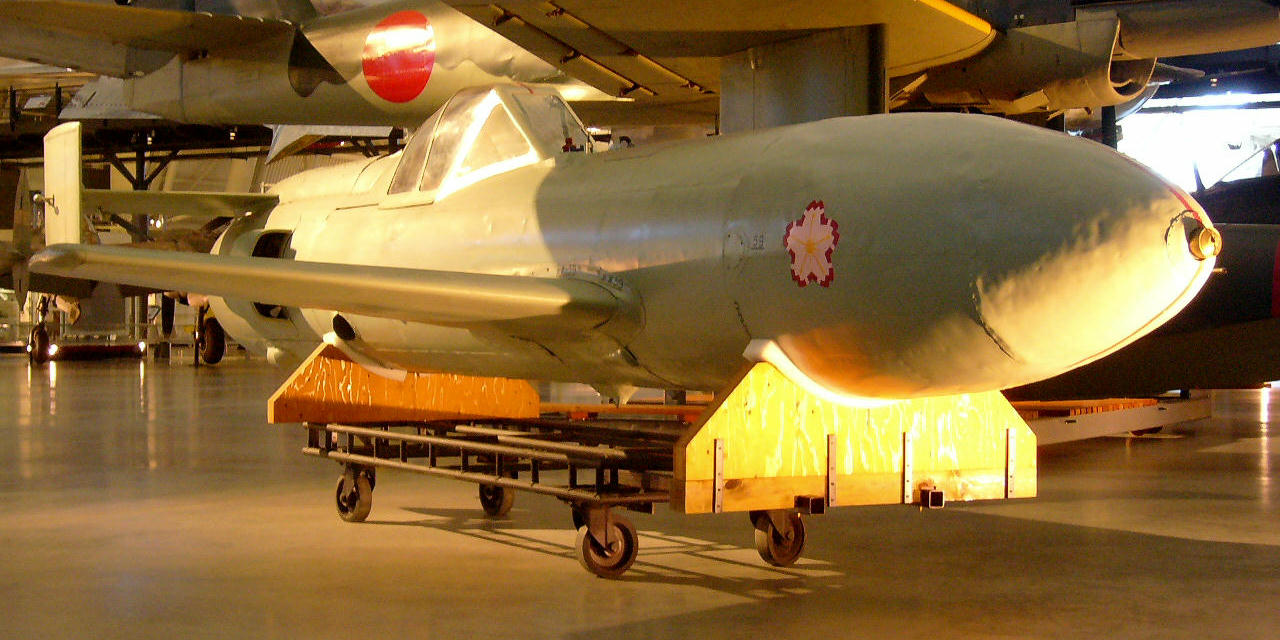
国立航空宇宙博物館に展示されているツ11を搭載した桜花二二型。

ツ11は圧縮機駆動用のレシプロエンジンとして瓦斯電（日立航空機）製の4シリンダー空冷直列型エンジン初風（ハ47、ハ11とも）を使用していた。圧縮機は1段であり、その後に燃料噴射・点火装置が設置されていた。圧縮機で圧縮された空気が燃料と混合され、その燃焼によるジェット噴射で推力を得るという基本的な仕組みは、イタリアのカプロニ・カンピニ N.1 に搭載されたモータージェットと同様である。
もともとツ11は桜花一一型の航続距離を改善するために開発された。桜花一一型は固体燃料ロケット機で加速力が非常に優れていた反面、燃料がすぐに燃え尽きてしまうため航続距離が短く、桜花の母機（一式陸上攻撃機）は目標近くまで危険を冒して接近する必要があった。そのため桜花を発射する前に母機ごと撃墜されてしまう場合が多かったのだが、モータージェットを搭載すれば速度と航続距離を必要十分なだけ確保でき、母機は安全圏から桜花を発射できると考えられた。
試作されたツ11は銀河の機体下部に装着されて1944年にテストされ、結果は良好であった。そこで桜花一一型の機体後部を延長し、空気取入れ口を設けてツ11を搭載できるようにした、桜花二二型が開発された。また、ツ11は秋水の訓練用グライダーである秋花への搭載も計画されており、まだターボジェットエンジンの開発の目処が立っていなかった頃に橘花のエンジンとしても候補に上がっていた。しかし、桜花二二型はテスト機が完成したのみで、実戦に使用されることなく敗戦を迎えた。
2007年現在、唯一現存している桜花二二型がワシントンD.C.にある国立航空宇宙博物館に収蔵されている。
1997年にレストアが行われた際、専門家がエンジンの性能について分析してみたところ、ツ11の燃焼ガスによる推力はそれほど大きくなく、推力の大半は圧縮機の生む圧力差によって得ることになったのではないかと推論された（つまり、アフターバーナーを装備したダクテッドファンエンジンのようなものであった）。